# Каяушка
Кая́ушка — село в Родинском районе Алтайского края. Административный центр Каяушинского сельсовета.

## География
Село расположено на берегах реки Кучук, впадающей в одноименное Кучукское озеро. Во время весеннего половодья (чаще в апреле) происходит резко выраженный сток воды, объем которого может составлять до 90 % от годового объема. Уровень воды в реке увеличивается на 2-3 м. Летом река уменьшается до размеров ручья. В селе имеется искусственное водохранилище объёмом в 3 млн куб. м., которое используется жителями Каяушки и окрестных деревень как место летнего отдыха.
Участок реки и одноименное урочище в месте расположения села, произошли, скорее всего, от старых тюркских слов, бытовавших среди кочевого татарского народа еще до революции 1917 года: «Кая, куяш» — солнце и «уш» — три. По другой версии, название местности, возможно, было присвоено в соответствии с именем одного из кочевых казахов.
Климат
Климат резко континентальный. Зима продолжительная, холодная, лето жаркое и короткое. Для данной местности характерны сильные ветра. Температура может резко падать или подниматься, как в течение суток, так и в течение отдельного сезона. Средняя температура января 17,7°С, июля — +20,5°С. Количество атмосферных осадков — 320 мм.
Уличная сеть
В селе 4 улицы: Заречная, улица им. Пушкина, Ленина и Молодежная.
Расстояние до
- районного центра Родино: 17 км.
- краевого центра Барнаул: 244 км[7].

Ближайшие населённые пункты
В 15‐36 км от Каяушки находятся села: Зелёная Дубрава, Родино, Кочки, Волчиха, Завьялово, Нижний Кучук, Шимолино, Шаталовка и другие населённые пункты.

## История
Основано в 1891 году. В зависимости от временной шкалы, село называлось по‐разному: Каяушка, Каявушка, Куявушка, Каяушинский посёлок.
Первые поселенцы из центральной России на реке Кучук появились в 1850-е — 1860-е годы XIX столетия. Неурожаи и большое количество сорной травы кобылки заставили их уйти в другие деревни. Земля пустовала до 1890 года. Вновь здесь поселились крестьяне из деревни Радьковка Корочанского уезда Курской губернии в 1891 году. Первоначально приехали 30 семей общей численностью 102 человека. Уже в 1892 году число поселенцев увеличилось. Его пополнили выходцы из Полтавской губернии. Количество жителей деревни приросло сразу на 380 человек.
С 1893 года село Куяушка официально было признано переселенческим. Несмотря на то, что часть жителей переезжала в другие деревни, уже в 1899 году в деревне жил 641 человек, вели торговлю две лавки, была открыта школа грамотности при Камышенском приходе, в которой обучались 44 мальчика и 5 девочек.
В 1928 году село Каяушка состояло из 565 хозяйств, основное население — русские и украинцы. Здесь находился центр Каяушинского сельсовета Родинского района Славгородского округа Сибирского края.
В 30 годы XX века в 565 дворах проживало 3141 человек. За время советской власти в разные периоды было организовано 6 совхозов.

## Инфраструктура
В селе работают сельскохозяйственные предприятия, а также фермеры, выращивающие зерновые культуры и разводящие крупный рогатый скот и овец и частные предприниматели, оказывающие услуги в разных сферах деятельности.
В селе имеются основная общеобразовательная школа, торговая сеть, библиотека, доступны цифровое телевидение и интернет.

## Население
| 1926 | 1997 | 1998 | 1999 | 2000 | 2001 | 2002 |
| ---- | ---- | ---- | ---- | ---- | ---- | ---- |
| 3141 | ↘636 | ↗643 | ↘620 | ↘616 | ↘578 | ↗588 |
| 2003 | 2004 | 2005 | 2006 | 2007 | 2008 | 2009 |
| ↗623 | ↘608 | ↗625 | ↘612 | ↘592 | ↘572 | ↘542 |
| 2010 | 2011 | 2012 | 2013 |      |      |      |
| ↘454 | ↗456 | ↘436 | ↘424 |      |      |      |

## Известные жители
В селе родился Владимир Егорович Балакин — российский физик, член-корреспондент Российской академии наук.